# La Rivière, Gironde
La Rivière är en kommun i departementet Gironde i regionen Nouvelle-Aquitaine i sydvästra Frankrike. Kommunen ligger i kantonen Fronsac som tillhör arrondissementet Libourne. År 2022 hade La Rivière 412 invånare.

## Befolkningsutveckling
Antalet invånare i kommunen La Rivière
Referens:INSEE